# Dżanzur
Dżanzur (arab. جنزور) – miejscowość w Egipcie, w muhafazie Al-Minufijja. W 2006 roku liczyła 23 303 mieszkańców.